# Sal (Cabo Verde)
Sal es un municipio caboverdiano situado en la isla de Sal.

## Toponimia
Recibe su nombre por la isla en la que se halla. Originalmente el nombre que se le puso a la isla fue Liana, que posteriormente por sus importantes salinas fue cambiado a Sal.

## Geografía
El municipio abarca la totalidad de la isla de Sal y a pesar de ser esta de origen volcánico, la inexistencia de montañas que condensen la humedad hace que sea una isla muy árida con escasa vegetación. Por su proximidad al continente africano, la isla es vulnerable a los vientos calientes y secos del desierto que transporta la arena del Sáhara.

## Historia
Consta que antes de la llegada de Diogo Gomes y Antonio Noli en 1460, la isla ya era conocida por los árabes debido a sus ricas salinas.
Por no poseer agua potable, la isla estuvo deshabitada hasta el siglo XIX, hasta que en el año 1833 se comenzó la explotación de las salinas de Pedra de Lume. La explotación de las salinas dinamizó la economía de la isla hasta mediados de la década de 1980.
Con el objetivo de constituir un punto de escala para los vuelos con destino a América del Sur, en 1939 fue construido por los italianos el Aeropuerto Internacional Amílcar Cabral, que hasta el año 2005 era la única entrada por avión al país.

## Organización territorial
Consta de una freguesia:
- Nossa Senhora das Dores

## Demografía
| Gráfica de evolución demográfica de Sal entre 1940 y 2021 |
| |
| Población del municipio entre los años 1940 y 2010 según el censo de población de la página web Opendataforafrica.org. Población estimada según el Instituto Nacional de Estatística de Cabo Verde. Población según el resultado censal preliminar de 2021 del Instituto Nacional de Estatística de Cabo Verde según la página web citypopulation.de. |

## Economía
Con playas de arena blanca y aguas cálidas y cristalinas y arrecifes de coral, el municipio ofrece condiciones únicas para practicar deportes acuáticos como surf, windsurf, kitesurf, buceo y pesca.